# Söder torn

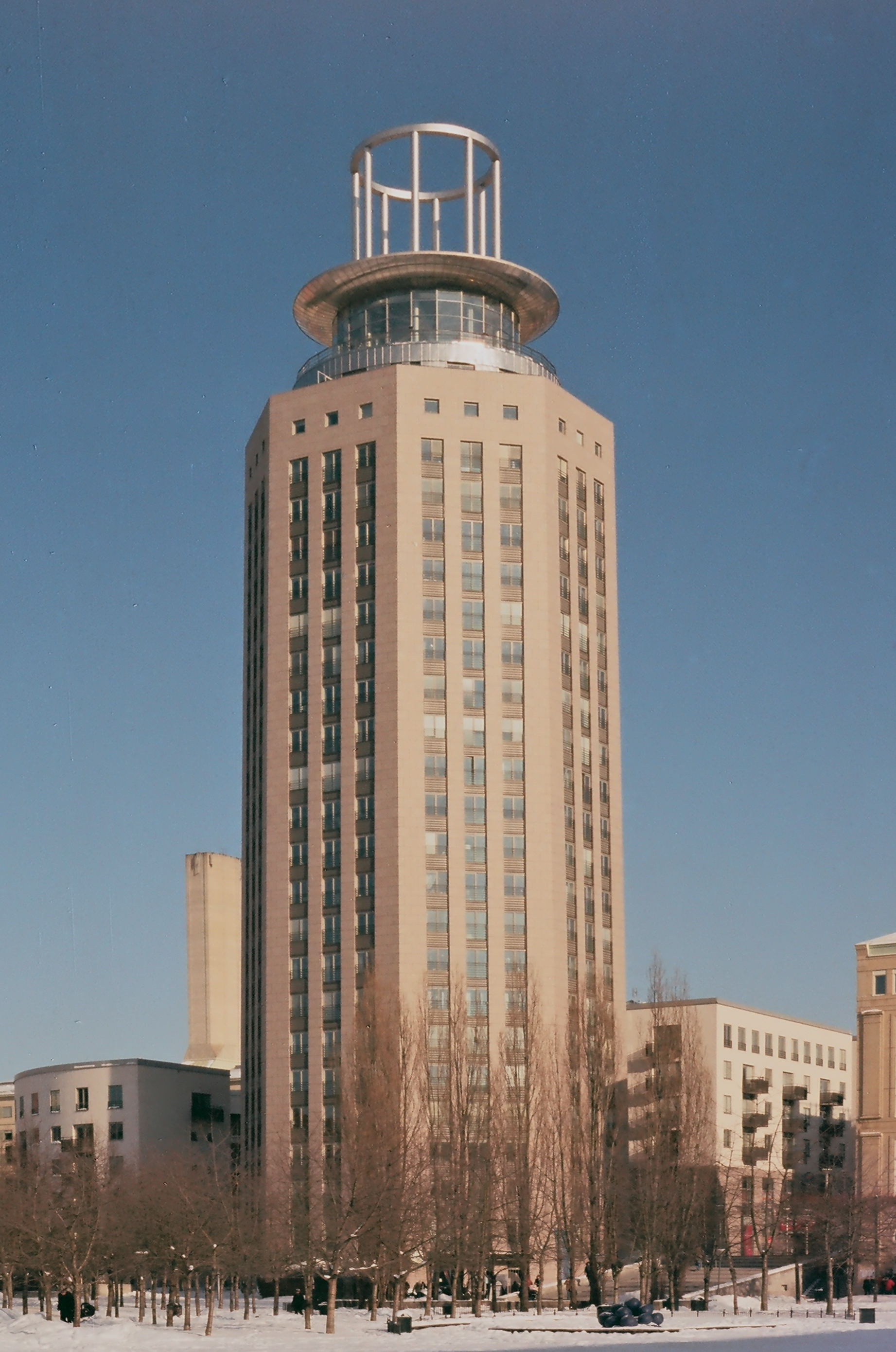
Söder torn i februari 2011.

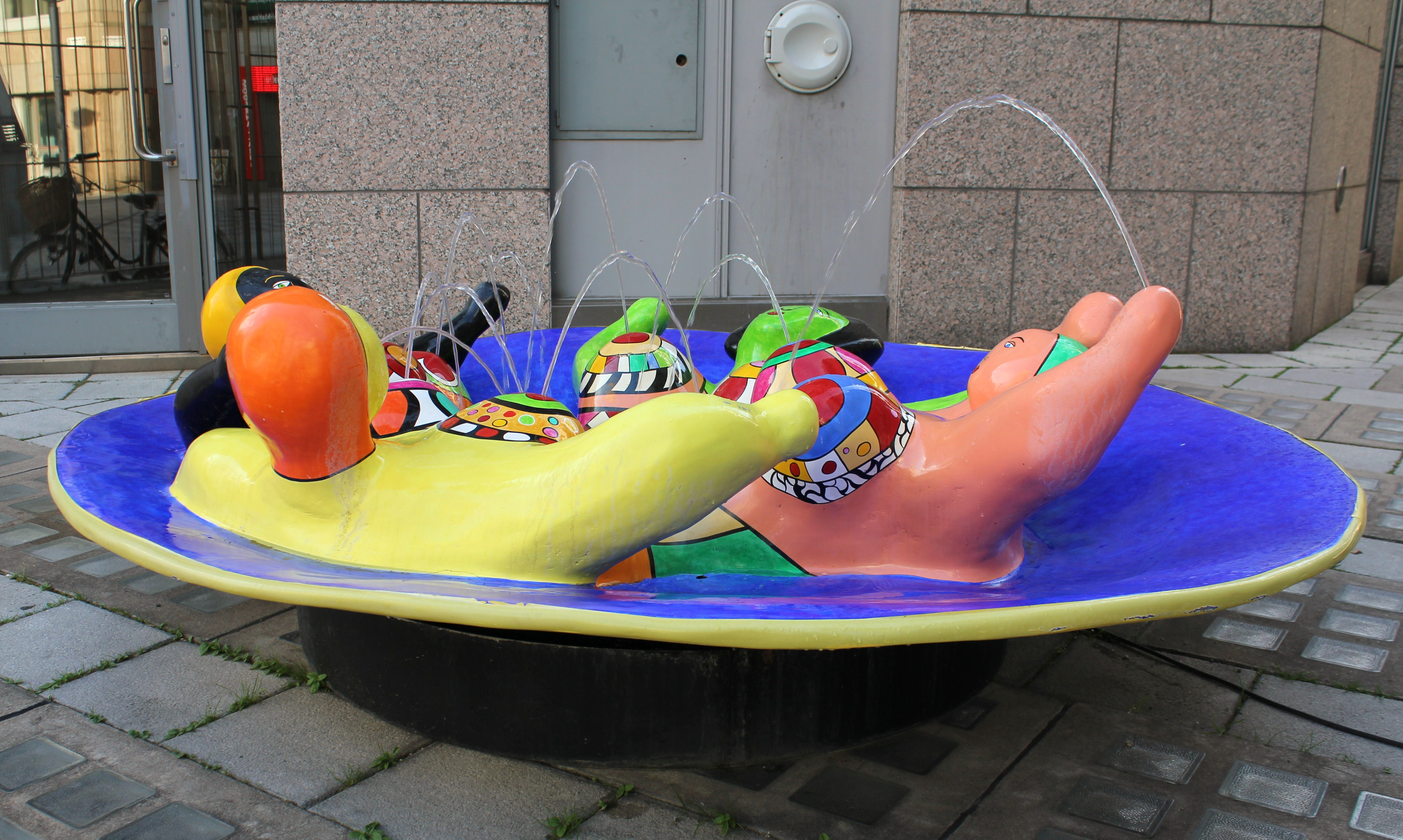
Fontänskulpturen "Nana fontaine", 2012.

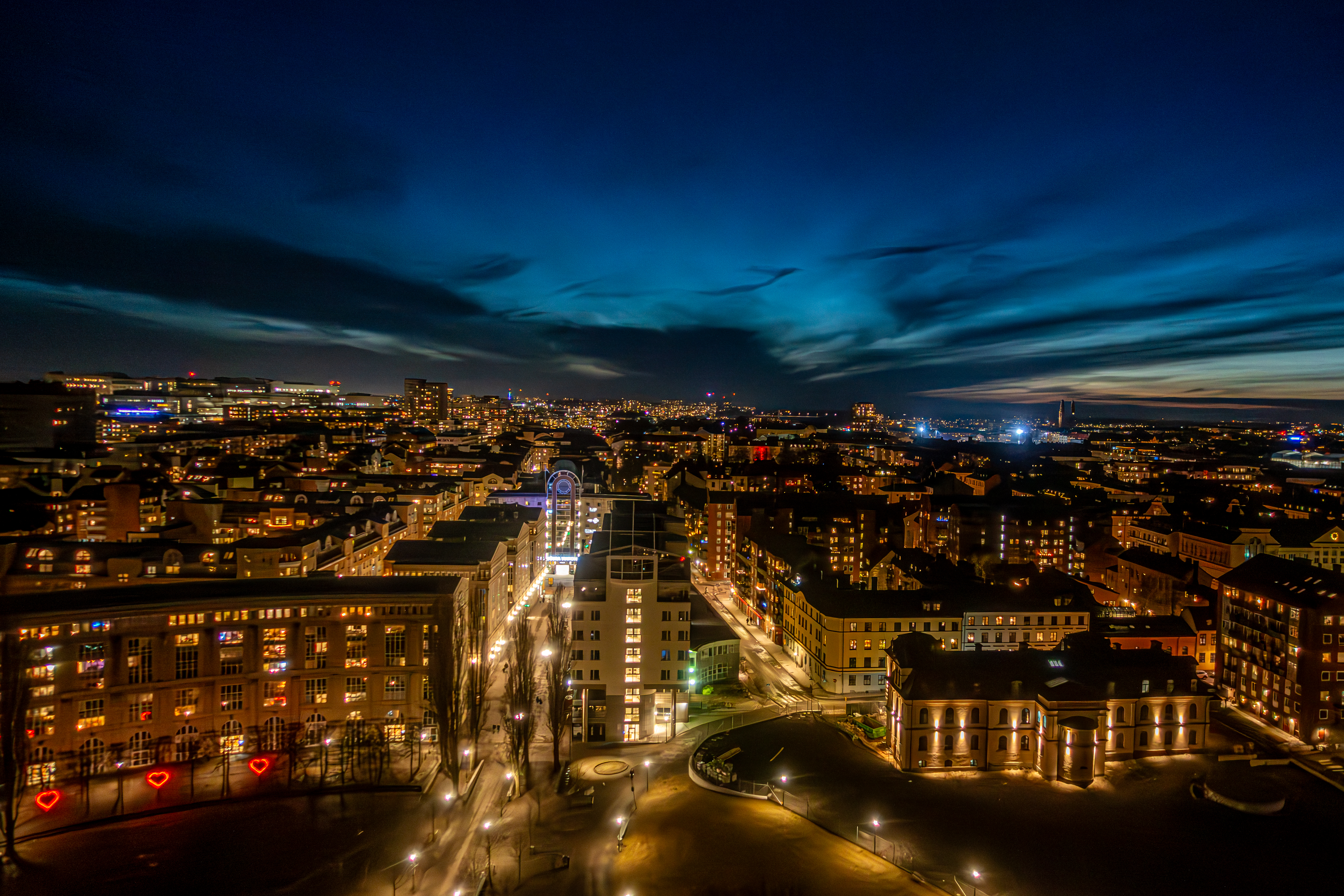
Kvällsutsikt västerut från Söder torn i februari 2024.

Söder torn är ett höghus beläget på Fatburstrappan 18, intill Fatbursparken på Södermalm i Stockholm, i nära anslutning till Medborgarplatsen. Byggnaden har en höjd av cirka 86 meter över marken inklusive "kronan" och består av 24 våningsplan, vilka innehåller bostadsrättslägenheter och några affärslokaler.

## Beskrivning
Som ett led i omdaningen av Södra stationsområdet ritades Söder torn ursprungligen av den danske arkitekten Henning Larsen, som dock hoppade av projektet i protest då han ansåg att det kompromissades för mycket. Tornet, som uppfördes av JM med SBC Sveriges Bostadsrättscentrum som beställare, stod klart 1997. Byggnaden kallas i folkmun för Haglunds pinne eller Pinnen, efter förra stadsbyggnadsborgarrådet Sune Haglund (M), som var drivande kraft bakom dess tillkomst. 
Grundplanen är en oktogon och på varje våning ritades fem lägenheter. Tornet avsmalnar med tilltagande höjd, vilket förstärker intrycket av ett mycket högt hus. Fasaderna är klädda med skivor av röd granit. I det centralt belägna trapphuset finns två hissar och en spiraltrappa. På plan 23 och 24 ligger tre etagelägenheter, och högst upp (plan 25) anordnades "Topplokalen", en gemensam festvåning med glasväggar och utsikt över staden. Det hela avslutas med en elva meter hög "krona" bestående av åtta metallkolonner som hålls ihop av en ring högst upp. Högsta höjd är 104,10 meter över havet enligt Stockholms äldre höjdsystem RH 00.
På bottenplanet byggdes en spaavdelning med pool och bastu. Bostadsrättsföreningen Söder torn består av fyra separata byggnader: "Tornet", två "kuber" och en "båge". "Bågen" är en bågformad byggnad i sex våningar, som återfinns strax norr om tornet, den är dock är betydligt mindre till formatet än den bågformade byggnaden på södra sidan om Fatbursparken, Bofills båge. Inklusive "kuberna" och "bågen" innehåller anläggningen 172 bostadsrättslägenheter och fem affärslokaler. Bland konstnärlig utsmyckning märks fontänskulpturen Nana fontaine eller De badade nymferna av Niki de Saint Phalle som avtäcktes vid invigningen av Söder Torn i juni 1997.

## Kritik
Projektet diskuterades ivrigt under dess tillkomst och var från början tänkt att utföras med 40 våningsplan. Stockholms stadsbyggnadskontor som stod för stadsplanen avvisade dock ett  "Söders Manhattan". Bland arkitekturhistoriker och -skribenter föll Söder torn inte i god jord. Olof Hultin kallade det "ett monument över postmodernismen" och "en stadsbyggandets lekstuga" och Fredric Bedoire "ett monument över stadsbyggandets tillkortakommande".

## Bilder

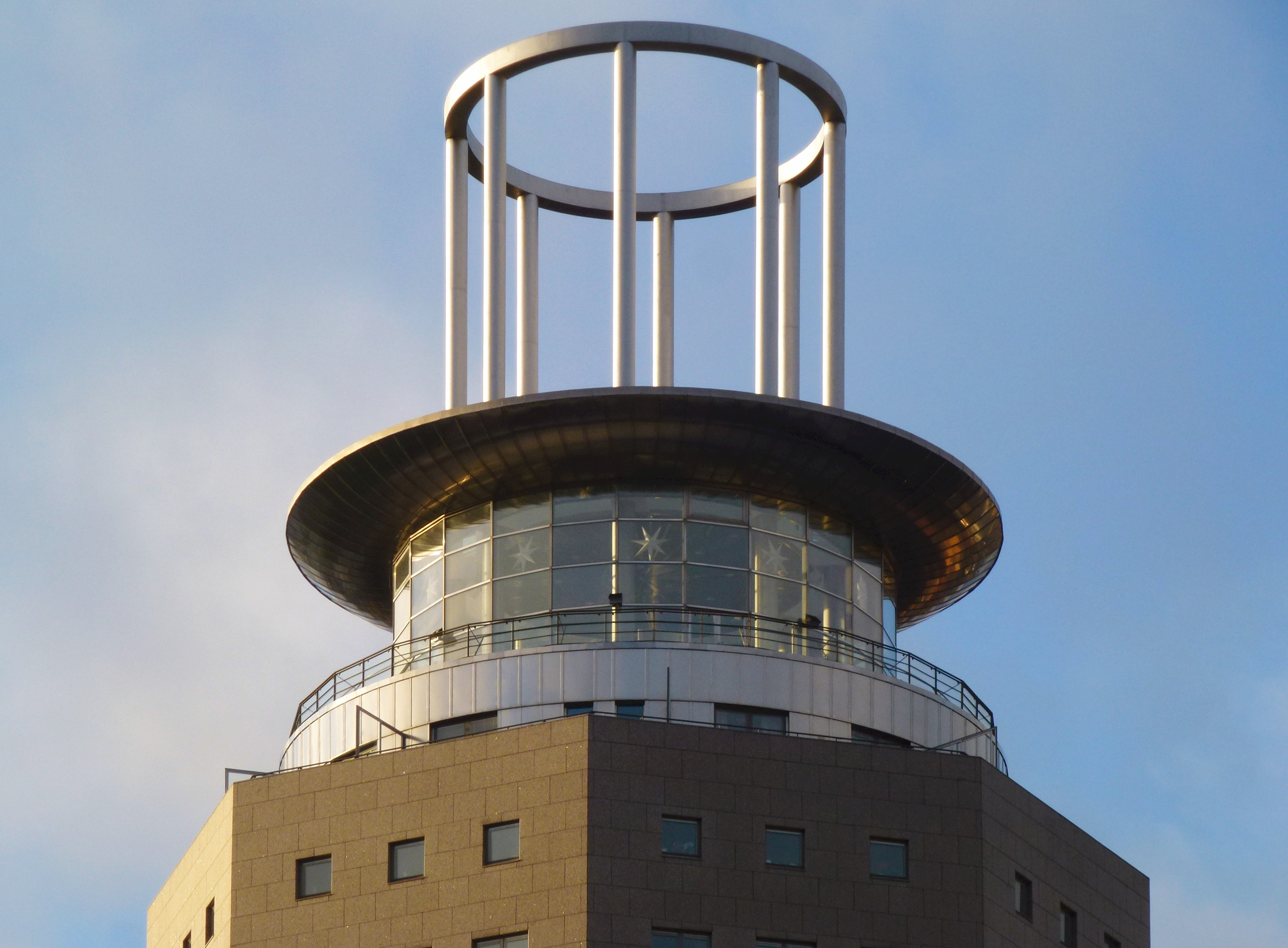
Topplokalen och "kronan"
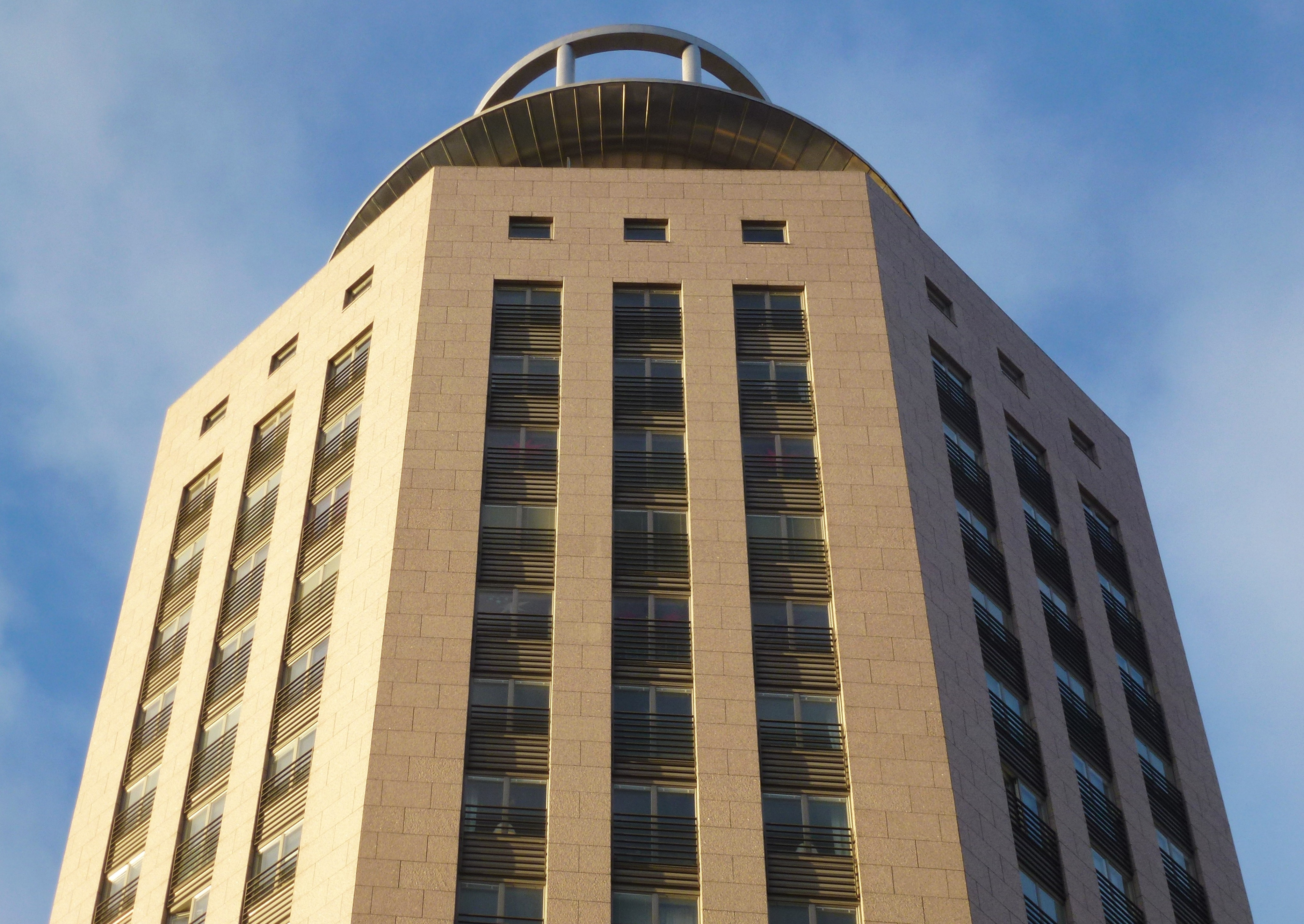
Fasadstudie
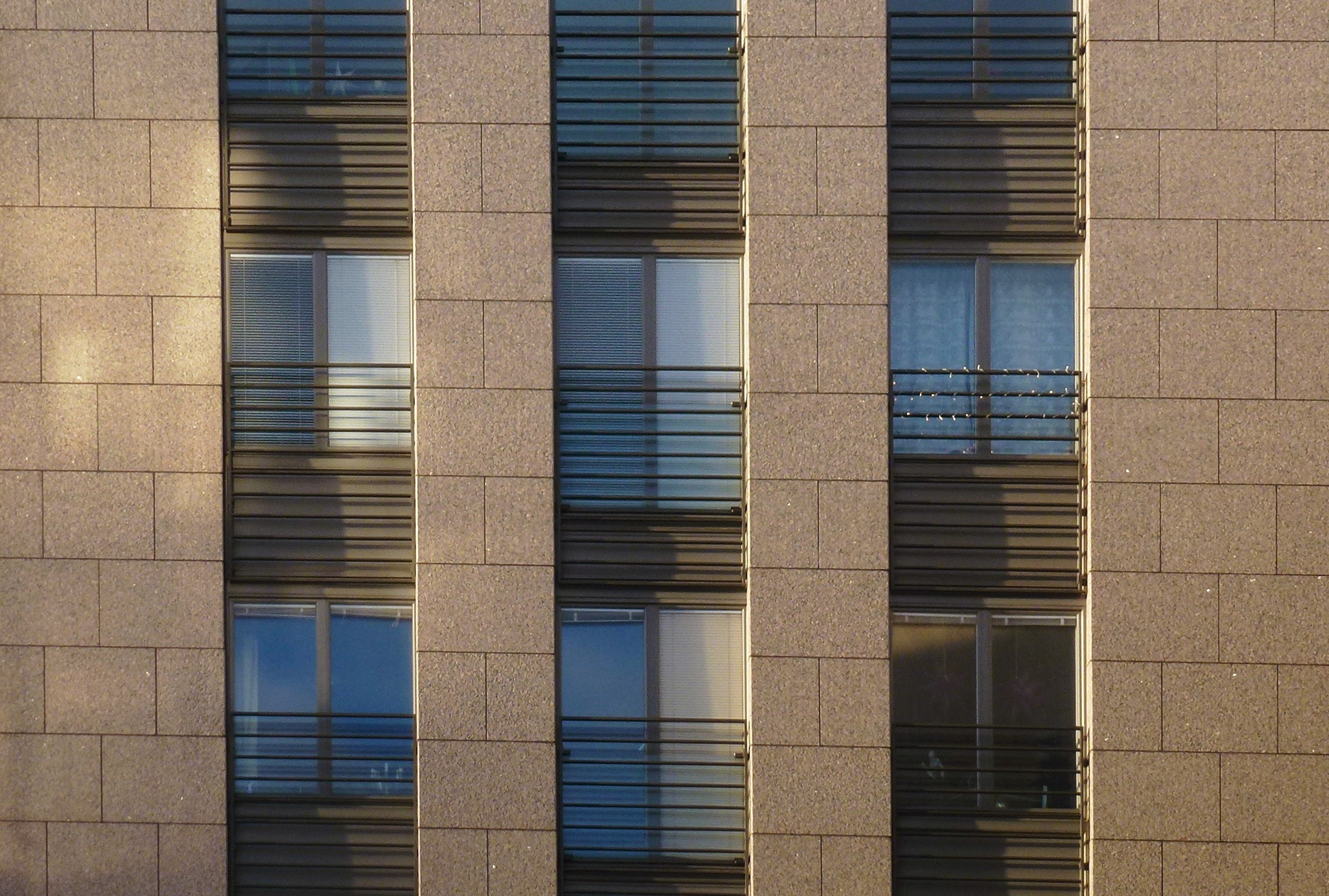
Fönsterstudie
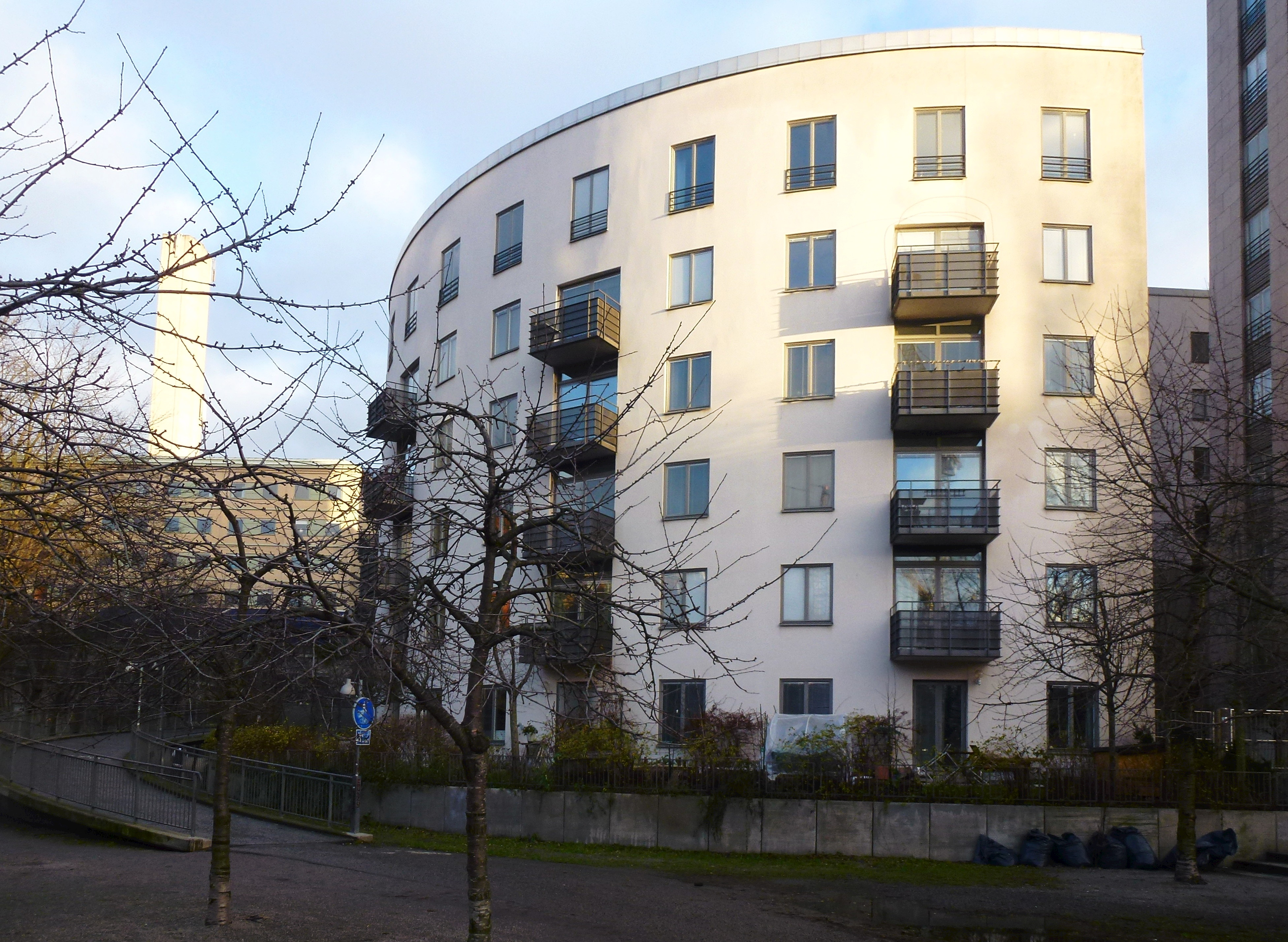
"Bågen" norr om tornet